# Tasimia atra
Tasimia atra är en nattsländeart som först beskrevs av Banks 1939.  Tasimia atra ingår i släktet Tasimia och familjen Tasimiidae. Inga underarter finns listade i Catalogue of Life.